# Nurpur (ciutat)
Nurpur és una ciutat i municipi del districte de Kangra a Himachal Pradesh.
Consta al cens del 2001 amb una població de 9.045 habitants. El seu nom original fou Dhameri. Porta el seu actual nom en honor de l'emperador Nur al-Din Jahangir (1622), el Raja Bakht Mai, durant el seu regnat va traslladar la capital des de Pathankot i fou la segona capital del regne de Mau, quan aquesta ciutat fou destruïda per Shah Jahan. El clan pathània va governar la regió durant vuit segles fins al 1815. El 1783 s'hi van establir molts caixmiris 1783 que fugien de la fam al seu país; una segona onada va arribar en una nova fam el 1833. La municipalitat es va crear el 1867.

## LLocs interessants
- Temple Brij Raj Swami
- Temple Nagni Maata (a 10 km)
- Fort de Nurpur (damnat per un terratrèmol l'abril del 1905)